# J3 League 2019
La J3 League 2019, también conocida como Meiji Yasuda J3 League 2019 por motivos de patrocinio, fue la sexta temporada de la J3 League. Contó con la participación de dieciocho equipos. El torneo comenzó el 9 de marzo y terminó el 8 de diciembre de 2019.
Los nuevos participantes fueron, por un lado, los equipos descendidos de la J2 League: Roasso Kumamoto y Kamatamare Sanuki; por otra parte, el conjunto proveniente de la Japan Football League: Vanraure Hachinohe. Los tres clubes hicieron sus debuts en el campeonato.
El campeón fue Giravanz Kitakyushu, por lo que ascendió a Segunda División. Por otra parte, salió subcampeón Thespakusatsu Gunma, quien también ganó su derecho a disputar la J2 League.

## Ascensos y descensos
| Descendidos de la J3 League 2018 |
| -------------------------------- |
| No hubo                          |

| Torneo | Ascendidos a la J3 League 2019 |
| ------ | ------------------------------ |
| JFL    | Vanraure Hachinohe             |

| Pos | Ascendidos a la J2 League 2019 |
| --- | ------------------------------ |
| 1.º | F.C. Ryukyu                    |
| 2.º | Kagoshima United               |

| Pos  | Descendidos de la J2 League 2018 |
| ---- | -------------------------------- |
| 21.º | Roasso Kumamoto                  |
| 22.º | Kamatamare Sanuki                |

- De esta manera, el número de participantes aumentó a 18.

## Reglamento de juego
El torneo se disputó en un formato de todos contra todos a ida y vuelta, de manera tal que cada equipo debió jugar un partido de local y uno de visitante contra sus otros diecisiete rivales. Una victoria se puntuaba con tres unidades, mientras que el empate valía un punto y la derrota, ninguno.
Para desempatar se utilizaron los siguientes criterios:
1. Puntos
2. Diferencia de goles
3. Goles anotados
4. Resultados entre los equipos en cuestión
5. Desempate o sorteo

Los dos equipos con más puntos al final del campeonato ascenderían a la J2 League 2020, siempre y cuando poseyeran licencia para disputar la segunda división japonesa. Quedarían imposibilitados de promoción los conjuntos filiales.

## Tabla de posiciones
| Pos. | Equipo                  | Pts. | PJ | G  | E  | P  | GF | GC | Dif. | Ascenso                    |
| ---- | ----------------------- | ---- | -- | -- | -- | -- | -- | -- | ---- | -------------------------- |
| 1    | Giravanz Kitakyushu (C) | 66   | 34 | 19 | 9  | 6  | 51 | 27 | +24  | Ascendido a J2 League 2020 |
| 2    | Thespakusatsu Gunma     | 63   | 34 | 18 | 9  | 7  | 59 | 34 | +25  | Ascendido a J2 League 2020 |
| 3    | Fujieda MYFC            | 63   | 34 | 18 | 9  | 7  | 42 | 31 | +11  |                            |
| 4    | Kataller Toyama         | 58   | 34 | 16 | 10 | 8  | 54 | 31 | +23  |                            |
| 5    | Roasso Kumamoto         | 57   | 34 | 16 | 9  | 9  | 45 | 39 | +6   |                            |
| 6    | Cerezo Osaka sub-23     | 52   | 34 | 16 | 4  | 14 | 49 | 56 | −7   |                            |
| 7    | Gainare Tottori         | 50   | 34 | 14 | 8  | 12 | 49 | 59 | −10  |                            |
| 8    | Blaublitz Akita         | 49   | 34 | 13 | 10 | 11 | 45 | 35 | +10  |                            |
| 9    | Nagano Parceiro         | 49   | 34 | 13 | 10 | 11 | 35 | 34 | +1   |                            |
| 10   | Vanraure Hachinohe      | 48   | 34 | 14 | 6  | 14 | 49 | 42 | +7   |                            |
| 11   | Fukushima United        | 43   | 34 | 13 | 4  | 17 | 45 | 53 | −8   |                            |
| 12   | Azul Claro Numazu       | 39   | 34 | 11 | 6  | 17 | 35 | 43 | −8   |                            |
| 13   | YSCC Yokohama           | 39   | 34 | 12 | 3  | 19 | 53 | 65 | −12  |                            |
| 14   | Kamatamare Sanuki       | 39   | 34 | 10 | 9  | 15 | 33 | 49 | −16  |                            |
| 15   | S.C. Sagamihara         | 38   | 34 | 10 | 8  | 16 | 36 | 45 | −9   |                            |
| 16   | F.C. Tokyo sub-23       | 36   | 34 | 9  | 9  | 16 | 43 | 52 | −9   |                            |
| 17   | Gamba Osaka sub-23      | 35   | 34 | 9  | 8  | 17 | 54 | 55 | −1   |                            |
| 18   | Iwate Grulla Morioka    | 26   | 34 | 7  | 5  | 22 | 36 | 63 | −27  |                            |

 Fuente: J. League Data Site: 2019 MEIJI YASUDA J3 LEAGUE League table
Criterios de clasificación: 1) puntos; 2) diferencia de goles; 3) número de goles marcados; 4) resultados entre los equipos en cuestión.

## Campeón
|                                         |
|                                         |
| Campeón Giravanz Kitakyushu 1.er título |